# Diocesi di Corner Brook-Labrador

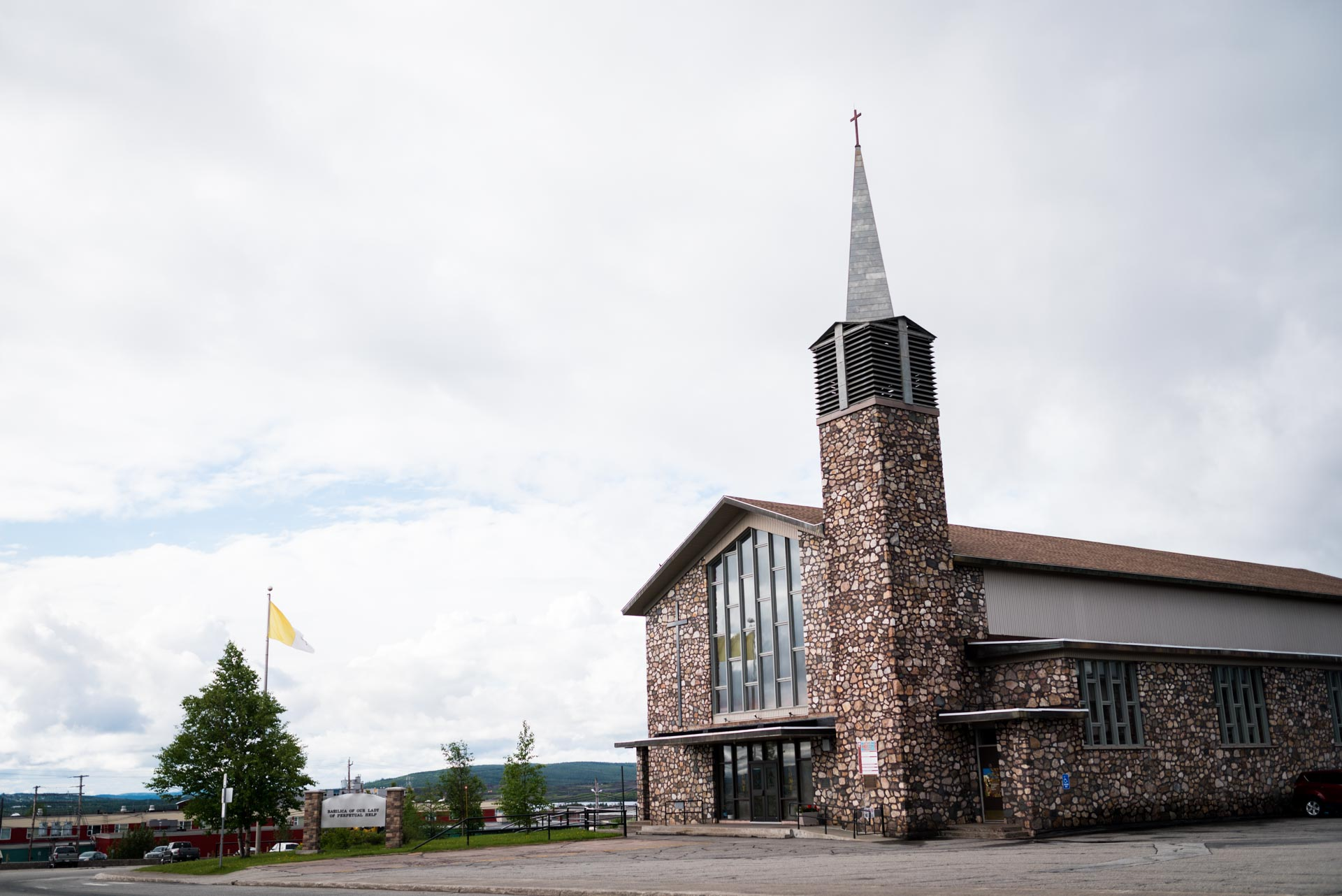
La basilica di Nostra Signora del Perpetuo Soccorso a Labrador City

La diocesi di Corner Brook-Labrador (in latino Dioecesis Riviangulanensis-Labradorensis) è una sede della Chiesa cattolica in Canada suffraganea dell'arcidiocesi di Saint John's. Nel 2021 contava 48.270 battezzati su 136.935 abitanti. È retta dal vescovo Bartolomeus van Roijen.

## Territorio
La diocesi comprende la parte occidentale dell'isola di Terranova e l'intera regione del Labrador in Canada.
Sede vescovile è la città di Corner Brook, dove si trova la cattedrale del Santissimo Redentore e dell'Immacolata Concezione. A Labrador City si trova la basilica di Nostra Signora del Perpetuo Soccorso, già cattedrale della soppressa diocesi di Labrador City-Schefferville.
Il territorio è suddiviso in 26 parrocchie.

## Storia
La prefettura apostolica di Saint George's fu eretta il 16 settembre 1870 con il breve Quae Catholicae rei di papa Pio IX, ricavandone il territorio dalla diocesi di Saint John's (oggi arcidiocesi) e dalla diocesi di Harbour Grace (oggi diocesi di Grand Falls).
Il 28 aprile 1892 la prefettura apostolica fu elevata a vicariato apostolico, con il breve Quae catholico nomini di papa Leone XIII e contestualmente inglobò parte del territorio della soppressa prefettura apostolica di Placentia.
Il 18 febbraio 1904, con il breve In hac Beati Petri Cathedra di papa Pio X, il vicariato apostolico fu ulteriormente elevato a diocesi, assumendo il nome di diocesi di Saint George's.
Il 31 maggio 2007 in forza della bolla Evangelica diligentia di papa Benedetto XVI la diocesi ha assunto il nome attuale, durante il processo di riorganizzazione territoriale che si è sviluppato su vasta scala nell'Est del Canada. Nella stessa occasione, il territorio diocesano si è espanso verso il continente, inglobando il territorio del Labrador, dismembrato dalla soppressa diocesi di Labrador City-Schefferville, cui era unita in persona episcopi dal 6 agosto 2003.

## Cronotassi dei vescovi
Si omettono i periodi di sede vacante non superiori ai 2 anni o non storicamente accertati.
- Thomas Sears † (17 settembre 1871 - 7 novembre 1885 deceduto)
- Michael Francis Howley † (5 dicembre 1885 - 21 dicembre 1894 nominato vescovo di Saint John's)
- Neil McNeil † (6 agosto 1895 - 19 gennaio 1910 nominato arcivescovo di Vancouver)
- Michael Fintan Power † (12 maggio 1911 - 6 marzo 1920 deceduto)
- Henry Thomas Renouf † (27 settembre 1920 - 2 marzo 1941 deceduto)
- Michael O'Reilly † (5 luglio 1941 - 22 dicembre 1969 dimesso[2])
- Richard Thomas McGrath † (1º giugno 1970 - 17 giugno 1985 dimesso)
- Raymond John Lahey (5 luglio 1986 - 5 aprile 2003 nominato vescovo di Antigonish)
- David Douglas Crosby, O.M.I. (6 agosto 2003 - 24 settembre 2010 nominato vescovo di Hamilton)
- Peter Joseph Hundt (1º marzo 2011 - 12 dicembre 2018 nominato arcivescovo di Saint John's)
- Bartolomeus van Roijen, dal 7 ottobre 2019

## Statistiche
La diocesi nel 2021 su una popolazione di 136.935 persone contava 48.270 battezzati, corrispondenti al 35,3% del totale.
| anno                             | popolazione | popolazione | popolazione | presbiteri | presbiteri | presbiteri | presbiteri                | diaconi | religiosi | religiosi | parrocchie |
| anno                             | battezzati  | totale      | %           | numero     | secolari   | regolari   | battezzati per presbitero | diaconi | uomini    | donne     | parrocchie |
| -------------------------------- | ----------- | ----------- | ----------- | ---------- | ---------- | ---------- | ------------------------- | ------- | --------- | --------- | ---------- |
| diocesi di Saint George's        |             |             |             |            |            |            |                           |         |           |           |            |
| 1950                             | 20.000      | 60.000      | 33,3        | 27         | 21         | 6          | 740                       |         | 6         | 68        | 17         |
| 1966                             | 22.800      | 70.000      | 32,6        | 35         | 29         | 6          | 651                       |         |           | 87        | 19         |
| 1970                             | 40.989      | 91.036      | 45,0        | 30         | 30         |            | 1.366                     |         | 10        | 110       | 20         |
| 1976                             | 43.601      | 125.340     | 34,8        | 27         | 25         | 2          | 1.614                     |         | 13        | 89        | 21         |
| 1980                             | 43.400      | 120.000     | 36,2        | 31         | 30         | 1          | 1.400                     |         | 11        | 83        | 21         |
| 1990                             | 40.193      | 99.886      | 40,2        | 25         | 24         | 1          | 1.607                     |         | 7         | 49        | 23         |
| 1999                             | 35.097      | 84.028      | 41,8        | 21         | 19         | 2          | 1.671                     |         | 2         | 30        | 21         |
| 2000                             | 34.754      | 92.873      | 37,4        | 20         | 19         | 1          | 1.737                     |         | 1         | 28        | 21         |
| 2001                             | 31.838      | 97.234      | 32,7        | 22         | 21         | 1          | 1.447                     |         | 1         | 39        | 21         |
| 2002                             | 30.679      | 81.845      | 37,5        | 25         | 24         | 1          | 1.227                     |         | 1         | 25        | 21         |
| 2003                             | 29.408      | 74.143      | 39,7        | 24         | 23         | 1          | 1.225                     |         | 1         | 21        | 20         |
| 2004                             | 27.201      | 66.507      | 40,9        | 32         | 31         | 1          | 850                       |         | 1         | 23        | 22         |
| diocesi di Corner Brook-Labrador |             |             |             |            |            |            |                           |         |           |           |            |
| 2013                             | 43.700      | 124.200     | 35,2        | 26         | 23         | 3          | 1.680                     |         | 3         | 16        | 25         |
| 2016                             | 45.190      | 128.400     | 35,2        | 26         | 16         | 10         | 1.738                     |         | 10        | 14        | 26         |
| 2019                             | 46.900      | 133.160     | 35,2        | 26         | 15         | 11         | 1.803                     |         | 11        | 10        | 26         |
| 2021                             | 48.270      | 136.935     | 35,3        | 25         | 15         | 10         | 1.930                     |         | 10        | 6         | 26         |